# 黃劉清
黃劉清（1988年8月28日—），為台灣棒球選手，曾經效力於中華職棒義大犀牛隊，守備位置為投手。

## 經歷
- 台中市力行國小少棒隊
- 台中市西苑高中青少棒隊
- 桃園縣桃園農工青棒隊
- 桃園縣開南大學棒球隊（維輪實業）
- 台中市威達超舜棒球隊（2010年）
- 中華職棒興農牛隊代訓球員（2010年12月31日－2011年11月10日）
- 中華職棒興農牛隊（2011年11月10日－2012年12月16日）
- 中華職棒義大犀牛 (2012年12月17日－2014年10月28日）

## 職棒生涯成績
| 年度   | 球隊     | 出賽 | 勝投 | 敗投 | 中繼 | 救援 | 完投 | 完封 | 四死 | 三振 | 責失 | 投球局數 | 防禦率 |
| ------ | -------- | ---- | ---- | ---- | ---- | ---- | ---- | ---- | ---- | ---- | ---- | -------- | ------ |
| 2012年 | 興農牛   | 1    | 0    | 0    | 0    | 0    | 0    | 0    | 2    | 1    | 4    | 1.0      | 36.00  |
| 2013年 | 義大犀牛 | 0    | 0    | 0    | 0    | 0    | 0    | 0    | 0    | 0    | 0    | 0        | 0      |
| 合計   | 1年      | 1    | 0    | 0    | 0    | 0    | 0    | 0    | 2    | 1    | 4    | 1.0      | 36.00  |

## 外部連結
- 黃劉清在台灣棒球維基館上的頁面（繁體中文）
- 球員資訊和成績在中華職棒官網（中文）